# ريتشارد ميلز
ريتشارد ميلز (بالإنجليزية: Richard Mills)‏ (16 فبراير 1798 - 25 يناير 1882) هو لاعب كريكت بريطاني (وحمل سابقاً جنسية مملكة بريطانيا العظمى والمملكة المتحدة لبريطانيا العظمى وأيرلندا).

## وصلات خارجية
- ريتشارد ميلز على موقع إي آس بي آن كريك إنفو (الإنجليزية)